# Église Saint-Jérémie de Braničevo
Pour les articles homonymes, voir Église Saint-Jérémie.
L'église Saint-Jérémie de Braničevo (en serbe cyrillique : Црква Светог пророка Јеремије у Браничеву ; en serbe latin : Crkva Svetog proroka Jeremije u Braničevu) est une église orthodoxe serbe située à Braničevo, dans la municipalité de Golubac et dans le district de Braničevo en Serbie. Elle est inscrite sur la liste des monuments culturels protégés de la république de Serbie (identifiant no SK 700).

## Présentation
Située au centre du village, l'église a été construite entre 1874 et 1876 dans un style néo-classique auquel se mêlent des éléments baroques et romantiques.
Elle est constituée d'une nef unique prolongée par l'abside du chœur à l'est ; elle est dotée de deux absidioles latérales rectangulaires au nord et au sud et, à l'ouest, elle est précédée par un narthex avec une galerie ; la façade occidentale est dominée par un clocher massif. Les façades sont rythmées par la corniche du toit et par des pilastres entre lesquels se situent des niches cintrées abritant les fenêtres ; la décoration de la façade occidentale, plus simple, se réduit à un gable profilé.
À l'intérieur, l'iconostase abrite quatorze icônes peintes en 1877 par Dimitrije Posniković, comme en témoigne une inscription sur la barrière même de la partition ; les fresques sont de date plus récente. L'église possède aussi des icônes mobiles, des livres et des objets liturgiques ; parmi les icônes, deux ont été réalisées en 1838 par le peintre Arsenije Jakšić.